# Vigilio di Tapso
Vigilio di Tapso (fl. V secolo) fu vescovo di Tapso.

## Biografia
Divenne vescovo di Tapso, in Bizacena, verso la fine del V secolo, quando la provincia romana dell'Africa fu occupata dai Vandali, di religione ariana. Prese parte ad un sinodo a Cartagine nel 484, dove erano presenti sia vescovi ariani che cattolici ortodossi; il suo nome compare al 109º posto nella lista dei vescovi della Bizacena. Al termine del sinodo fu mandato in esilio dal re Unnerico e trovò probabilmente rifugio a Costantinopoli.

### Opere
Scrisse il trattato in cinque volumi Adversus Nestorium et Eutychem Libri quinque pro defesione Synodi Chalcedonensis, meglio conosciuto come Contra Eutychetem, dove elencò una serie di motivazioni contro le tesi di Eutiche e in difesa dell'ortodossia calcedoniana.
Alcuni autori lo identificano con l'omonimo vescovo menzionato da Cassiodoro nelle sue Institutiones divinarum et saecularium litterarum come autore di un commento sull'Apocalisse di Giovanni andato perduto.